# Соціотехнічні системи
Соціотехні́чні систе́ми (Sociotechnical systems (STS)) — науковий підхід до проєктування трудового процесу у аспекті взаємодії людини і техніко-технологічних чинників праці. У загальному сенсі термін відноситься до вивчення взаємодії інфраструктурних елементів суспільства, предметних реалізацій соціуму, з одного боку, і людської поведінки — з іншого боку. Суспільство, соціальні інститути і їх підструктури також можуть розглядатися як складні соціотехнічні системи. Термін запропонований в 1960-х роках Еріком Трістом (Eric Trist) і Фредом Емері (Fred Emery), які працювали консультантами в Тавістокському інституті людських стосунків. Концепція соціотехнічних систем в протилежність теоріям технологічного детермінізму, що затверджувало односторонню дію технології на людину у процесі виконання нею трудових операцій, ґрунтується на ідеї взаємодії людини і машини. Проектування технічних і соціальних умов повинно здійснюватися так, щоб технологічна ефективність і гуманітарні аспекти не суперечили собі навзаєм.
Соціотехнічна система утворена такими підсистемами:
- Технічна підсистема включає пристрої, інструменти і технології, які перетворюють вхід у вихід, способом, що покращує економічну ефективність організації.
- Соціальна підсистема включає зайнятих в організації службовців (знання, уміння, настрій, ціннісні установки, відношення до виконуваних функцій), управлінську структуру, систему заохочень.
- Якщо аналізувати організацію в ширшому контексті, тоді які чинники повинні враховуватися зв'язки організації з довкіллям — підсистемою середовища. Остання містить соціальні цінності, соціальні і державні інститути, з якими взаємодіє організація, інші організації виступають конкурентами або знаходяться в інших стосунках.

Досягти високої ефективності функціонування організації можливо лише тоді, коли оптимізовані її підсистеми та їх взаємодія — гармонізована їх робота.